# DFB-Junioren-Vereinspokal 2012/13
Der DFB-Junioren-Vereinspokal 2012/13 war die 27. Austragung dieses Wettbewerbs. Er begann am 5. August 2012 und endete mit dem Finale am 1. Juni 2013.

## Teilnehmende Mannschaften
Am Wettbewerb nahmen die Juniorenpokalsieger der 21 Landesverbände des DFB teil:
- VfB Lübeck (Schleswig-Holstein)
- Hamburger SV (Hamburg)
- Werder Bremen (Bremen)
- VfL Wolfsburg (Niedersachsen)
- Hansa Rostock (Mecklenburg-Vorpommern)
- Hertha BSC (Berlin)
- Energie Cottbus (Brandenburg)
- Hallescher FC (Sachsen-Anhalt)
- RB Leipzig (Sachsen)
- Rot-Weiß Erfurt (Thüringen)
- 1. FC Köln (Mittelrhein)
- Borussia Mönchengladbach (Niederrhein)
- Borussia Dortmund (Westfalen)
- Eintracht Trier (Rheinland)
- 1. FC Kaiserslautern (Südwest)
- 1. FC Saarbrücken (Saarland)
- Eintracht Frankfurt (Hessen)
- VfB Stuttgart (Württemberg)
- Karlsruher SC (Baden)
- SC Freiburg (Südbaden)
- 1. FC Nürnberg (Bayern)

## 1. Runde
In der 1. Runde spielten zehn Teilnehmer fünf Achtelfinalisten aus. Die restlichen elf Teilnehmer hatten ein Freilos und stiegen erst später in den Wettbewerb ein.
| Datum             |                 | Ergebnis                         |                     |
| ----------------- | --------------- | -------------------------------- | ------------------- |
| 5. August 2012    | Hallescher FC   | 0:2 (0:1)                        | Hertha BSC          |
| 5. August 2012    | Eintracht Trier | 0:2 (0:0)                        | Hamburger SV        |
| 5. August 2012    | Hansa Rostock   | 1:5 n. V. (1:1, 0:0)             | Eintracht Frankfurt |
| 2. September 2012 | Werder Bremen   | 3:0 (2:0)                        | 1. FC Nürnberg      |
| 5. September 2012 | RB Leipzig      | 1:1 n. V. (1:1, 1:1) (3:4 i. E.) | Energie Cottbus     |

## Achtelfinale
| Datum             |                      | Ergebnis             |                          |
| ----------------- | -------------------- | -------------------- | ------------------------ |
| 17. November 2012 | 1. FC Kaiserslautern | 2:0 (0:0)            | Hertha BSC               |
| 17. November 2012 | SC Freiburg          | 3:1 (1:0)            | VfB Stuttgart            |
| 17. November 2012 | VfB Lübeck           | 1:4 (0:0)            | VfL Wolfsburg            |
| 18. November 2012 | Eintracht Frankfurt  | 2:3 (0:2)            | Borussia Mönchengladbach |
| 18. November 2012 | Borussia Dortmund    | 0:1 (0:0)            | Werder Bremen            |
| 18. November 2012 | 1. FC Köln           | 4:0 (4:0)            | Energie Cottbus          |
| 18. November 2012 | Karlsruher SC        | 1:0 (1:0)            | Hamburger SV             |
| 18. November 2012 | 1. FC Saarbrücken    | 1:2 n. V. (1:1, 0:0) | FC Rot-Weiß Erfurt       |

## Viertelfinale
| Datum         |                          | Ergebnis  |               |
| ------------- | ------------------------ | --------- | ------------- |
| 19. März 2013 | Karlsruher SC            | 2:0 (0:0) | SC Freiburg   |
| 10. März 2013 | Borussia Mönchengladbach | 4:3 (3:1) | VfL Wolfsburg |
| 10. März 2013 | FC Rot-Weiß Erfurt       | 1:2 (1:0) | 1. FC Köln    |
| 10. März 2013 | 1. FC Kaiserslautern     | 5:1 (3:0) | Werder Bremen |

## Halbfinale
| Datum       |                          | Ergebnis                         |                      |
| ----------- | ------------------------ | -------------------------------- | -------------------- |
| 1. Mai 2013 | Borussia Mönchengladbach | 2:2 n. V. (1:1, 0:0) (1:4 i. E.) | 1. FC Kaiserslautern |
| 1. Mai 2013 | Karlsruher SC            | 0:1 (0:0)                        | 1. FC Köln           |

## Finale
Das Finale fand am 1. Juni 2013 im Berliner Stadion auf dem Wurfplatz statt.
| Paarung              | 1. FC Kaiserslautern – 1. FC Köln |
| Ergebnis             | 0:1 (0:0) |
| Datum                | 1. Juni 2013 |
| Stadion              | Stadion auf dem Wurfplatz, Berlin |
| Zuschauer            | 2.300 |
| Schiedsrichter       | Frank Willenborg (Osnabrück) |
| Tore                 | 0:1 Ban (61.) |
| 1. FC Kaiserslautern | Raphael Sallinger – Marvin Leonhardt, Bernard Kyere-Mensah, Michael Schindele, Samuel Geiler (42. Ricardo Antonaci) – Florian Pick, Johannes Hofmann (89. Ragnar Sveinsson), Marcell Öhler, Manfred Osei Kwadwo – Halil Hajtic, Mario Rodríguez Cheftrainer: Gunther Metz                 |
| 1. FC Köln           | Daniel Mesenhöler – Steffen Schäfer, André Wallenborn, Firat Tuncer, Jannik Müller (76. Sven Engelke), Danilo Wiebe, Fabio La Monica, Yannick Gerhardt, Marco Ban (87. Lukas Scepanik), Cauly Oliveira Souza (79. Tobias Berg), Vojno Jesic (90. Marco Beier) Cheftrainer: Manfred Schadt |